# Lago Retico
El lago Retico es un lago alpino situado en la comuna de Blenio en los Alpes Lepontinos, cerca de la frontera de Tesino con Grisones.

## Morfología
Situado en una cuenca rocosa, tiene una forma ovalada.

## Fauna

### Peces
En el pasado, el lago fue repoblado con la trucha americana hasta el 1977, y con la trucha de manantial hasta el 1982. Anualmente es repoblado con trucha arcoíris.